# Porta Siberia
La Porta del Molo (comunemente ed erroneamente nota come Porta Siberia) fu una delle porte di ingresso alla città di Genova, parte della cerchia muraria del Cinquecento. Progettata da Galeazzo Alessi e realizzata da Antonio Roderio da Carona fra il 1551 ed il 1553.
Il nome storico documentato è Porta del Molo mentre il nome comunemente usato oggi di Porta Siberia viene mutuato invece da una porta adiacente, realizzata in tempi più recenti, che nel XX secolo ha dato il nome all'intero complesso.
Nel complesso dei lavori per la riorganizzazione del Porto Antico ad opera di Renzo Piano, la porta è stata restaurata e dal 2001 al 2019 ha ospitato il Museo Emanuele Luzzati. Attualmente ospita l'esposizione sul celebre faraone Tutankhamon, Tutankhamon in Mostra.